# 1691 Oort
1691 Oort è un asteroide della fascia principale. Scoperto nel 1956, presenta un'orbita caratterizzata da un semiasse maggiore pari a 3,1674715 UA e da un'eccentricità di 0,1686923, inclinata di 1,07714° rispetto all'eclittica.
L'asteroide è dedicato all'astronomo olandese Jan Oort.